# Thomas Roßkopf
Thomas Roßkopf (* 2. Dezember 1966) ist ein deutscher Tischtennisspieler.
Der ältere Bruder von Jörg Roßkopf spielte Tischtennis in der Tischtennis-Bundesliga, zunächst bei der FTG Frankfurt, ab 1986 beim TTC Jülich. Ab 2004 spielte er – nach Zwischenstationen bei Post SV Telekom Mülheim (ab 1990), MTG Horst-Essen (1996–1997), PSV Oberhausen (ab 1997) und bei TTC Schwalbe Bergneustadt (1999–2003) – bis 2023 in der Regionalliga, Oberliga, NRW Liga und Verbandsliga beim TTC RG Porz. Seit der Saison 2023/2024 spielt er in der Landesliga beim Kölner Verein FC Junkersdorf.
Er betreibt seit Anfang der 90er Jahre einen Tischtennisladen in Köln.

## Erfolge
1984 wurde Roßkopf Deutscher Meister der Schüler im Einzel, im Doppel erreichte er mit Torsten Kirchherr das Finale. 1984 siegte er beim Jugend-Bundesranglistenturnier TOP-12, 1985 und 1986 beim Junioren-TOP-12, 1987 wurde er Zweiter.
Bei den nationalen deutschen Meisterschaften wurde er 1988 und 1993 zusammen mit Hans-Jürgen Fischer Vizemeister im Doppel.